# Vasoldsberg
Vasoldsberg (bis 1947 Premstätten bei Vasoldsberg) ist eine Marktgemeinde in der Steiermark mit 4789 Einwohnern (Stand 1. Jänner 2024), südöstlich von Graz, Österreich.

## Geografie
Vasoldsberg liegt etwa zehn Kilometer südöstlich der Landeshauptstadt Graz im Oststeirischen Hügelland. Die Gemeinde liegt im Bezirk Graz-Umgebung bzw. im Gerichtsbezirk Graz-Ost im Bundesland Steiermark. Die Gemeinde ist von zahlreichen Bächen im Einzugsgebiet der Mur durchzogen und erstreckt sich in einer Höhe von 330 bis 511 m ü. A.

### Gemeindegliederung
Das Gemeindegebiet gliederte sich bis 2020 in drei Ortschaften:
- Premstätten samt Birkendorf, Birkengreith, Fuchsgraben, Kolmegg, Schemerlhöhe, Schemerltal, Steinberg, Tiefernitz, Wiesental und Zehentberg
- Vasoldsberg
- Wagersbach samt Aschenbach

Seit 2020 besteht die Gemeinde nur noch aus einer Ortschaft.
Die Gemeinde besteht aus drei Katastralgemeinden (Fläche Stand 31. Dezember 2023):
- Breitenhilm (794,52 ha)
- Premstätten bei Vasoldsberg (1.523,96 ha)
- Wagersbach (478,74 ha)

### Nachbargemeinden
Eine der fünf Nachbargemeinden liegt im Bezirk Leibnitz (LB).
| Raaba-Grambach  | Laßnitzhöhe                                 | Nestelbach bei Graz |
| Raaba-Grambach  | Kompassrose, die auf Nachbargemeinden zeigt | Nestelbach bei Graz |
| Hausmannstätten |                                             | Empersdorf (LB)     |

## Geschichte
Die am Beginn des 13. Jahrhunderts bestehende Burg Vasoldsberg gehörte dem Landesfürsten Herzog Leopold VI., dessen Lehnsmann Ull der Vasoldsberger hier seinen Sitz hatte. Er gehörte im Jahr 1219 zum Gefolge des Herzogs und war als Zeuge an einer in Wien durchgeführten Güterveräußerung beteiligt, deren Urkunde die erste Erwähnung des Gebietes von Vasoldsberg ist. Seit der zweiten Hälfte des 18. Jahrhunderts spielte Schloss Vasoldsberg, zu dem die Burg im 16. Jahrhundert ausgebaut wurde, als „Bezirksherrschaft“ die Rolle eines Verwaltungsmittelpunktes für 13 umliegende Katastralgemeinden. Die drei Steuergemeinden Breitenhilm, Premstätten bei Vasoldsberg und Wagersbach schlossen sich 1849 zur Gemeinde „Premstätten bei Vasoldsberg“ zusammen. Sie trägt seit der Namensänderung im Jahr 1947 den Namen Vasoldsberg.

### Bevölkerungsentwicklung
| Vasoldsberg: Einwohnerzahlen von 1869 bis 2024      | Vasoldsberg: Einwohnerzahlen von 1869 bis 2024 | Vasoldsberg: Einwohnerzahlen von 1869 bis 2024 | Vasoldsberg: Einwohnerzahlen von 1869 bis 2024 | Vasoldsberg: Einwohnerzahlen von 1869 bis 2024 |
| --------------------------------------------------- | ---------------------------------------------- | ---------------------------------------------- | ---------------------------------------------- | ---------------------------------------------- |
| Jahr                                                |                                                |                                                |                                                | Einwohner                                      |
| 1869                                                | 1869                                           |                                                | 1.726                                          | 1.726                                          |
| 1880                                                | 1880                                           |                                                | 1.800                                          | 1.800                                          |
| 1890                                                | 1890                                           |                                                | 1.930                                          | 1.930                                          |
| 1900                                                | 1900                                           |                                                | 1.856                                          | 1.856                                          |
| 1910                                                | 1910                                           |                                                | 1.926                                          | 1.926                                          |
| 1923                                                | 1923                                           |                                                | 1.864                                          | 1.864                                          |
| 1934                                                | 1934                                           |                                                | 1.952                                          | 1.952                                          |
| 1939                                                | 1939                                           |                                                | 1.854                                          | 1.854                                          |
| 1951                                                | 1951                                           |                                                | 2.014                                          | 2.014                                          |
| 1961                                                | 1961                                           |                                                | 2.106                                          | 2.106                                          |
| 1971                                                | 1971                                           |                                                | 2.466                                          | 2.466                                          |
| 1981                                                | 1981                                           |                                                | 3.011                                          | 3.011                                          |
| 1991                                                | 1991                                           |                                                | 3.433                                          | 3.433                                          |
| 2001                                                | 2001                                           |                                                | 3.838                                          | 3.838                                          |
| 2011                                                | 2011                                           |                                                | 4.220                                          | 4.220                                          |
| 2021                                                | 2021                                           |                                                | 4.726                                          | 4.726                                          |
| 2024                                                | 2024                                           |                                                | 4.789                                          | 4.789                                          |
| Quelle(n): Statistik Austria, Gebietsstand 1.1.2021 |                                                |                                                |                                                |                                                |

## Kultur und Sehenswürdigkeiten
- Schloss Vasoldsberg wurde im 13. Jahrhundert erbaut und war bis 1428 im Besitz der Bischöfe von Seckau. Sie mussten die damalige Burg allerdings an den Landesfürsten Friedrich III. abgeben. 1542 wurde die Burg zu einem Schloss im Renaissance-Stil umgebaut. 1628 fiel es an den Freiherrn von Herberstein und wechselte später häufig den Besitzer, u. a. diente es bis 1987 als Erholungsheim der Steyr Daimler Puch AG. Heute befindet sich das Schloss in Privatbesitz und wird für Hochzeiten genutzt.
- Schloss Klingenstein befindet sich im Ortsteil Premstätten. Es entstand in der zweiten Hälfte des 17. Jahrhunderts und befindet sich in Privatbesitz. Der Schlosspark steht aufgrund seines alten und seltenen Baumbestandes unter Naturschutz. Eine Diplomarbeit der Vasoldsbergerin Elisabeth Neumeister behandelt die Baugeschichte des Schlosses mit historischen und aktuellen Bildern, beleuchtet die wechselnden Besitzverhältnisse und die aktuelle Raumaufteilung.[3]
- Der Klingensteiner Achteckstadl, das Wahrzeichen der Gemeinde, fällt durch seine Ziegelornamente auf und wurde als erster bäuerlicher Stadl Österreichs unter Denkmalschutz gestellt (Listeneintrag).[4]

### Sport
In der Gemeinde gibt es einige landschaftlich schöne Spazier-, Wander- und Nordic-Walking-Strecken. Außerdem wird an einem Freizeitzentrum gebaut.

## Wirtschaft und Infrastruktur

### Verkehr
Durch den Norden von Vasoldsberg verläuft die Süd Autobahn A2, deren Auffahrt Laßnitzhöhe befindet sich teilweise auf Gemeindegebiet. Im Süden berührt die Kirchbacher Straße B73 die Gemeinde. Mit der Umfahrung von Hausmannstätten durch den Himmelreichtunnel besteht eine verkehrsgünstige Anbindung in den Süden von Graz.

#### Straße
Die Süd Autobahn A 2 von Wien nach Graz ist über die Anschlussstelle Laßnitzhöhe (exit 169) nach etwa neun Kilometern erreichbar. Über die Kirchbacher Straße B 73 (in Hausmannstätten) ist das Grazer Stadtgebiet etwa fünf Kilometer entfernt.

#### Bus und Bahn
In Vasoldsberg befindet sich kein Bahnhof. Sowohl die Südbahn als auch die Steirische Ostbahn sind nicht direkt zu erreichen, so dass der Hauptbahnhof Graz in circa 17 km Entfernung die günstigste Möglichkeit bietet. Darüber hinaus ist Vasoldsberg über Linienbusse mit Graz und den Nachbargemeinden verbunden.

#### Luft
Der Flughafen Graz ist circa zwölf Kilometer entfernt.

## Politik
Der Gemeinderat hat 21 Mitglieder.
- Mit den Gemeinderatswahlen in der Steiermark 2000 hatte der Gemeinderat folgende Verteilung: 12 ÖVP, 5 SPÖ, 3 FPÖ und 1 GRÜNE.
- Mit den Gemeinderatswahlen in der Steiermark 2005 hatte der Gemeinderat folgende Verteilung: 10 ÖVP, 8 SPÖ, 2 GRÜNE und 1 FPÖ.[5]
- Mit den Gemeinderatswahlen in der Steiermark 2010 hatte der Gemeinderat folgende Verteilung: 10 ÖVP, 5 SPÖ, 4 Bürgerliste Vasoldsberg, 1 FPÖ und 1 GRÜNE.[6]
- Mit den Gemeinderatswahlen in der Steiermark 2015 hatte der Gemeinderat folgende Verteilung: 10 ÖVP, 4 Bürgerliste Vasoldsberg, 4 FPÖ, 2 SPÖ und 1 GRÜNE.[7]
- Mit den Gemeinderatswahlen in der Steiermark 2020 hatte der Gemeinderat folgende Verteilung: 13 ÖVP, 3 FPÖ, 2 GRÜNE, 2 Gemeinsam für Vasoldsberg und 1 SPÖ.[8]
- Mit den Gemeinderatswahlen in der Steiermark 2025 hat der Gemeinderat folgende Verteilung: 10 ÖVP, 8 FPÖ, 2 GRÜNE und 1 SPÖ.[9]

| Partei                    | 2025             | 2025             | 2025             | 2020             | 2020             | 2020             | 2015             | 2015             | 2015             | 2010             | 2010             | 2010             | 2005             | 2005             | 2005             | 2000             | 2000             | 2000             |
| Partei                    | Stimmen          | %                | Mandate          | St.              | %                | M.               | St.              | %                | M.               | St.              | %                | M.               | St.              | %                | M.               | St.              | %                | M.               |
| ------------------------- | ---------------- | ---------------- | ---------------- | ---------------- | ---------------- | ---------------- | ---------------- | ---------------- | ---------------- | ---------------- | ---------------- | ---------------- | ---------------- | ---------------- | ---------------- | ---------------- | ---------------- | ---------------- |
| ÖVP                       | 1101             | 42               | 10               | 1177             | 54               | 13               | 1098             | 43               | 10               | 1188             | 47               | 10               | 1046             | 49               | 10               | 1232             | 55               | 12               |
| SPÖ                       | 205              | 8                | 1                | 0172             | 08               | 01               | 0300             | 12               | 02               | 0574             | 23               | 05               | 0835             | 37               | 08               | 0483             | 22               | 05               |
| FPÖ                       | 918              | 35               | 8                | 0357             | 16               | 03               | 0427             | 17               | 04               | 0185             | 07               | 01               | 0185             | 08               | 01               | 0382             | 17               | 03               |
| Die Grünen Vasoldsberg    | 305              | 12               | 2                | 0195             | 09               | 02               | 0168             | 07               | 01               | 0129             | 05               | 01               | 0212             | 09               | 02               | 0133             | 06               | 01               |
| NEOS                      | 104              | 4                | 0                | nicht kandidiert | nicht kandidiert | nicht kandidiert | nicht kandidiert | nicht kandidiert | nicht kandidiert | nicht kandidiert | nicht kandidiert | nicht kandidiert | nicht kandidiert | nicht kandidiert | nicht kandidiert | nicht kandidiert | nicht kandidiert | nicht kandidiert |
| Gemeinsam für Vasoldsberg | nicht kandidiert | nicht kandidiert | nicht kandidiert | 0239             | 11               | 02               | 0489             | 19               | 04               | nicht kandidiert | nicht kandidiert | nicht kandidiert | nicht kandidiert | nicht kandidiert | nicht kandidiert | nicht kandidiert | nicht kandidiert | nicht kandidiert |
| KPÖ                       | nicht kandidiert | nicht kandidiert | nicht kandidiert | 0053             | 02               | 0                | 0068             | 03               | 0                | nicht kandidiert | nicht kandidiert | nicht kandidiert | nicht kandidiert | nicht kandidiert | nicht kandidiert | nicht kandidiert | nicht kandidiert | nicht kandidiert |
| Bürgerliste Vasoldsberg   | nicht kandidiert | nicht kandidiert | nicht kandidiert | nicht kandidiert | nicht kandidiert | nicht kandidiert | nicht kandidiert | nicht kandidiert | nicht kandidiert | 0457             | 18               | 04               | nicht kandidiert | nicht kandidiert | nicht kandidiert | nicht kandidiert | nicht kandidiert | nicht kandidiert |
| Wahlbeteiligung           | 67 %             | 67 %             | 67 %             | 58 %             | 58 %             | 58 %             | 70 %             | 70 %             | 70 %             | 74 %             | 74 %             | 74 %             | 71 %             | 71 %             | 71 %             | 76 %             | 76 %             | 76 %             |

### Bürgermeister
- bis 2015 Josef Baumhackl (ÖVP)
- seit 2015 Johann Wolf-Maier (ÖVP)

### Wappen und Flagge
Mit Wirkung vom 1. Dezember 1962 wurde der Gemeinde von der Steiermärkischen Landesregierung das Recht zur Führung eines Gemeindewappens verliehen.
Blasonierung:
„Im roten Schild mit einer silbernen, gequaderten Zinnenmauer als Schildfuß ein aus der mittleren Zinne wachsender goldener, gekrönter Löwe.“
Die Gemeindeflagge ist einfarbig weiß mit dem Wappen.

## Persönlichkeiten

### Ehrenbürger
- 1983: Josef Krainer junior (1930–2016), Landeshauptmann der Steiermark von 1981 bis 1996[13]
- 2019: Josef Baumhackl, Altbürgermeister von Vasoldsberg

### Söhne und Töchter der Gemeinde
- Ridi Steibl (* 1951), österreichische Politikerin und ÖVP-Abgeordnete zum Nationalrat

### Personen mit Beziehung zu Vasoldsberg
- Ignaz Mader (1866–1953), tirolischer Heimatforscher
- Franz Voves (* 1953), österreichischer Politiker (SPÖ) und von 2005 bis 2015 Landeshauptmann der Steiermark, lebt in Vasoldsberg
- Christian Wessely (* 1965), österreichischer Theologe und Musiker, lebt in Vasoldsberg